# 安田紀念
安田紀念（日语：安田記念），是日本中央競馬會（JRA）在東京競馬場所舉辦供3歲或以上馬匹競逐的國際一級賽（GI），途程為草地1600米，通常於六月舉行，是日本春季最重要的一哩賽事。

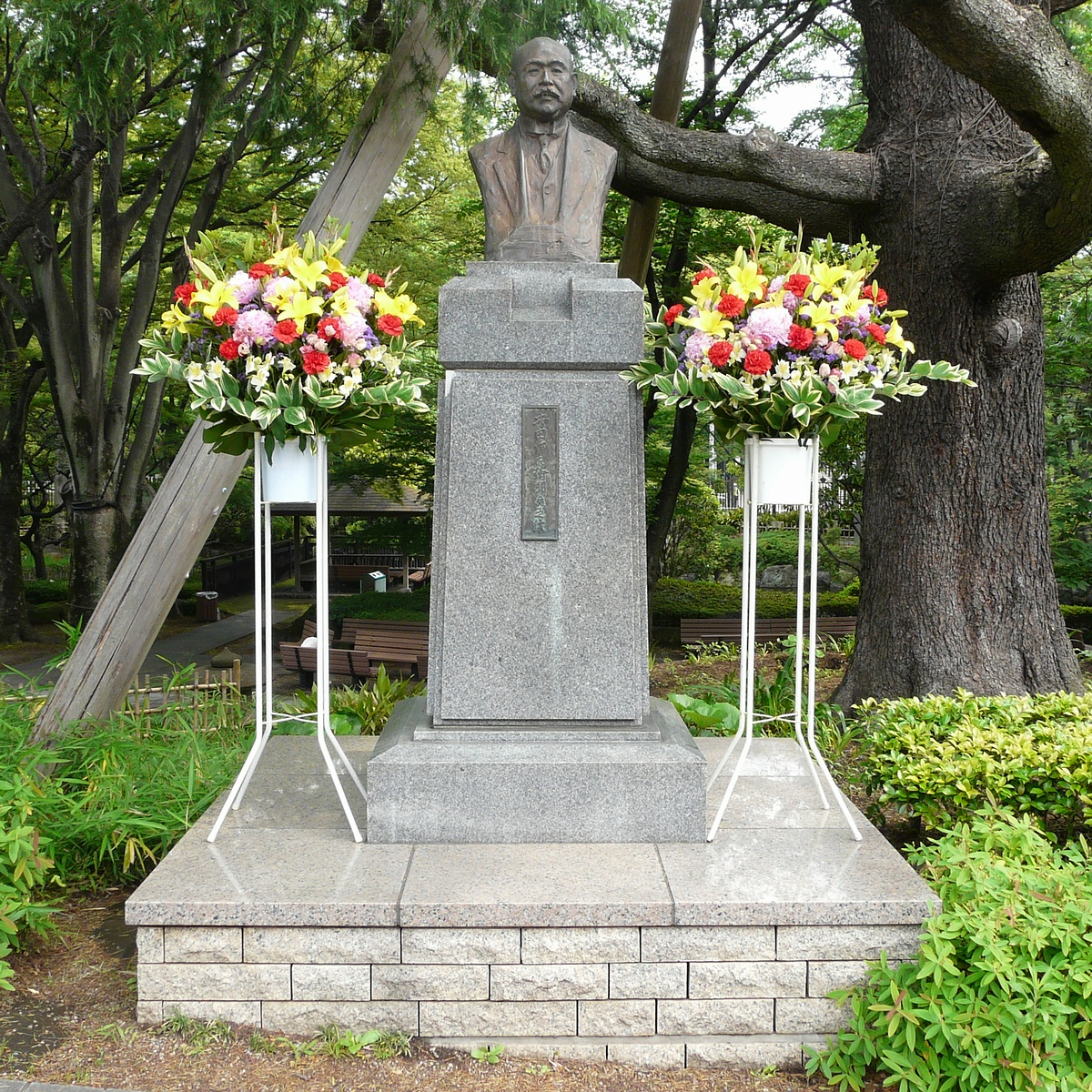
安田伊左衛門像（東京競馬場）

賽事名稱中的“安田”是指日本中央競馬會首任理事長安田伊左衛門，為了表揚安田在明治、大正以及昭和時代於製訂賽馬法制、創辦東京優駿（日本打吡）等方面所作出的重要貢獻而創辦此賽。此外，東京競馬場亦為安田豎立了一尊半身像，以表彰其於日本賽馬界的貢獻。

## 歷史
1951年以「安田賞」的名義成立，直至1958年安田伊左衛門去世後易名為「安田紀念」。
最初為東京競馬場舉辦，供「4歲（現在3歲）或以上」的馬匹參與的草地1600米讓賽。於1984年引入分級制後，被評為JRA GI，賽事條件改為「5歲（現在4歲）或以上」的馬匹參與的平磅賽，並移至優駿牝馬（日本橡樹大賽）前舉行。1996年後，移至在東京優駿（日本打吡）後一周舉行，賽事條件更改為「4歲（現在3歲）或以上」，並延續至今。
2005年起與香港賽馬會舉辦的冠軍一哩賽組成亞洲一哩挑戰賽，翌年再加入澳洲未來錦標及杜拜免稅店盃兩站，惜因未能吸引馬匹踴躍競逐各個分站，終於2012年停辦。
1984年起，開放予外國產馬參賽。1993年起被列為「國際賽事」，允許外國訓練馬參賽。1995年起更開放予地方競馬的馬匹參加。
自2016年起，此賽被指定為育馬者盃挑戰系列的目標賽事，獲勝的馬匹將獲得當年的育馬者盃一哩大賽 (G1)的優先出賽權和代為支付部分的報名費和交通費。
從2017年起，此賽的前三名的馬匹將優先獲得當年的法國傑克莫華大賽（G1）的優先出賽權。從2021年起，此賽亦納入法國隆尚磨坊大賽 (G1)的目標賽事，並給予前三名馬匹優先出賽權。

### 出賽條件
參賽資格：3歲或以上純種馬（最大出賽馬匹數量：18匹）
- JRA所屬馬
- 地方競馬所屬馬（僅限符合特定資格的馬匹）
- 外國訓練馬（最多9匹，優先出賽）

負磅：分齡讓磅（3歲54公斤，4歲或以上58公斤，3歲及4歲南半球產馬分別受讓2公斤及1公斤，雌馬受讓2公斤）

#### 優先出賽權
- 外國訓練馬
- 獲最高評分的5匹本地賽駒（雄馬及閹馬須獲評110分或以上，雌馬須獲評106分或以上）
- 於下表任何一項賽事中跑獲特定名次的JRA所屬馬或地方競馬所屬馬

| 賽事名稱     | 級別 | 馬場       | 途程       | 特定名次 |
| ------------ | ---- | ---------- | ---------- | -------- |
| 讀賣盃       | GII  | 京都競馬場 | 草地1600米 | 首名     |
| 京王盃春季盃 | GII  | 東京競馬場 | 草地1400米 | 首名     |

- 於下表任何一項賽事中跑獲特定名次的地方競馬所屬馬（若賽駒為滿足高松宮紀念或大阪盃的條件，只可將優先出賽權用於此賽或維多利亞一哩賽其中一項）

| 賽事名稱       | 級別 | 馬場       | 途程       | 特定名次  |
| -------------- | ---- | ---------- | ---------- | --------- |
| 高松宮紀念     | GI   | 中京競馬場 | 草地1200米 | 首2名以內 |
| 大阪盃         | GI   | 阪神競馬場 | 草地2000米 | 首2名以內 |
| 讀賣盃         | GII  | 京都競馬場 | 草地1600米 | 首2名以內 |
| 京王盃春季盃   | GII  | 東京競馬場 | 草地1400米 | 首2名以內 |
| NHK一哩賽      | GI   | 東京競馬場 | 草地1600米 | 首3名以內 |
| 維多利亞一哩賽 | GI   | 東京競馬場 | 草地1600米 | 首3名以內 |

其他屬於JRA的馬匹將根據以下條件決定：
- 「總獎金」+「過去1年的獎金」+「過去2年的GI（JpnI）賽事獎金」，獎金金額較多的馬匹優先。

除此之外，於外國非2歲國際一級賽或地方競馬泥地交流非2歲GI/JpnI賽事中獲勝的地方競馬所屬馬也有資格參加此賽。

## 里程碑
- 1951年 - 創立供4歲（現在3歲）的讓賽「安田賞」，於東京競馬場草地1600米舉行。
- 1958年 - 更名為「安田紀念」。
- 1972年 - 由於出現馬流感，推遲到7月舉行。
- 1984年 - 引入分級制，被評為JRA GI，賽事條件改為「5歲（現在4歲）或以上」的馬匹參與的平磅賽；同年更名為「農林水產省賞典 安田紀念」，指定為「混合競走」，開放予外國產馬參賽。
- 1993年 - 改為國際賽事，最多允許5匹外國訓練馬參賽。
- 1995年 - 成為「指定交流競走」，開放予地方競馬的馬匹參加。
- 1996年 - 賽事條件改為「4歲（現在3歲）或以上」。
- 2001年 - 由於國際馬齡顯示標準的變化，參賽條件改為「3歲或以上」。
- 2004年 - 獲國際賽事編錄標準委員會(International Cataloguing Standards Committee)認證為國際一級賽事。
- 2005年 - 最多允許9匹外國訓練馬參賽。
- 2014年 - 建立引進賽制度，允許指定賽事的優勝馬優先出賽。
- 2016年 - 此賽納入育馬者盃挑戰系列的目標賽事。
- 2020年 - 由於COVID-19流行 ，實行「閉門作賽」。
- 2022年 - 以「安田伊左衛門誕辰150週年紀念」為副標題舉行。
- 2023年 - 以「競馬法100週年紀念」為副標題舉行。

## 賽事記錄
- 最快完成時間：1分30.9秒（2019年/第69屆首名馬匹：冠軍車手）
- 最大勝出距離：3 1/2個馬位（2008年/第58屆首名馬匹：伏特加）
- 勝出最多次數騎師：川田將雅（共4次：2015年/第65屆滿樂時、2017年/第67屆神燈光照、2021年/第71屆野田賢君及2025年/第75屆遠觀天象）
- 勝出最多次數練馬師：藤澤和雄（共3次：1997年/第47屆大樹狂風、1998年/第48屆大樹快車及2020年/第70屆放聲歡呼）及堀宣行（共3次、2011年/第61屆實際影響、2012年/第62屆強勁回報及2015年/第65屆滿樂時）
- 勝出最多次數馬主：Sunday Racing Co. Ltd.（共3次：2020年/第70屆放聲歡呼、2022年/第72屆前人足跡及2023年/第73屆前人足跡）
- 勝出最多次種馬：大震撼（共4次：2011年/第61屆實際影響、2017年/第67屆神燈光照、2020年/第70屆放聲歡呼及2021年/第71屆野田賢君）

*此數據僅計算被升格為一級賽後

## 歷屆冠軍
| 屆數   | 日期          | 馬場 | 距離  | 馬匹                | 性別/年齢 | 代表國家/所屬 | 時間     | 騎師       | 練馬師     | 馬主                       |
| ------ | ------------- | ---- | ----- | ------------------- | --------- | ------------- | -------- | ---------- | ---------- | -------------------------- |
| 第1回  | 1951年7月1日  | 東京 | 1600m | Issei               | 雄3       | 國營          | 1:38 0/5 | 保田隆芳   | 尾形藤吉   | 岩崎利明                   |
| 第2回  | 1952年7月6日  | 東京 | 1600m | Swee Sue            | 雌3       | 國營          | 1:39 0/5 | 保田隆芳   | 松山吉三郎 | 高峰三枝子                 |
| 第3回  | 1953年6月14日 | 東京 | 1600m | Swee Sue            | 雌4       | 國營          | 1:38 1/5 | 保田隆芳   | 尾形藤吉   | 高峰三枝子                 |
| 第4回  | 1954年6月6日  | 東京 | 1600m | Fuso                | 雄4       | JRA           | 1:41 2/5 | 高橋英夫   | 鈴木信太郎 | 中村正行                   |
| 第5回  | 1955年6月12日 | 東京 | 1600m | Kuri Chikara        | 雄5       | JRA           | 1:38 4/5 | 森安弘明   | 尾形藤吉   | 栗林友二                   |
| 第6回  | 1956年6月10日 | 東京 | 1600m | Yoshifusa           | 雄4       | JRA           | 1:38 2/5 | 渡邊正人   | 中村廣     | 岡田吉信                   |
| 第7回  | 1957年6月9日  | 東京 | 1600m | Hekiraku            | 雄4       | JRA           | 1:38 4/5 | 蛯名武五郎 | 藤本冨良   | 浅井礼三                   |
| 第8回  | 1958年6月1日  | 東京 | 1600m | Rhapsody            | 雄4       | JRA           | 1:37 2/5 | 坂本榮三郎 | 小西喜蔵   | 椎野浅五郎                 |
| 第9回  | 1959年6月7日  | 東京 | 1600m | Hishi Masaru        | 雄4       | JRA           | 1:37 3/5 | 小野定夫   | 矢野幸夫   | 阿部雅信                   |
| 第10回 | 1960年6月5日  | 東京 | 1800m | Onward Bell         | 雄4       | JRA           | 1:50.2   | 高橋英夫   | 二本柳俊夫 | 樫山純三                   |
| 第11回 | 1961年6月11日 | 東京 | 1800m | Homareboshi         | 雄4       | JRA           | 1:49.7   | 八木澤勝美 | 稗田敏男   | 川口文子                   |
| 第12回 | 1962年6月10日 | 東京 | 1600m | Tokon               | 雄4       | JRA           | 1:38.3   | 山岡忞     | 矢野幸夫   | 塩飽望                     |
| 第13回 | 1963年6月2日  | 東京 | 1600m | Yamano O            | 雄4       | JRA           | 1:36.6   | 森安弘明   | 内藤潔     | 山口米吉                   |
| 第14回 | 1964年6月7日  | 東京 | 1600m | Shimofusa Homare    | 雄5       | JRA           | 1:37.2   | 油木宣夫   | 矢野幸夫   | 遠田光子                   |
| 第15回 | 1965年6月6日  | 東京 | 1600m | Panasonic           | 雌5       | JRA           | 1:37.6   | 嶋田功     | 稻葉幸夫   | 那須野牧場                 |
| 第16回 | 1966年6月5日  | 東京 | 1600m | Hishi Masahide      | 雄4       | JRA           | 1:39.5   | 小野定夫   | 稗田敏男   | 阿部雅信                   |
| 第17回 | 1967年5月21日 | 中山 | 1600m | Buchan              | 雄5       | JRA           | 1:36.3   | 大和田稔   | 二本柳俊夫 | 河野魁                     |
| 第18回 | 1968年6月30日 | 東京 | 1600m | Shesquay            | 雄5       | JRA           | 1:36.7   | 鄉原洋行   | 大久保房松 | 小林庄平                   |
| 第19回 | 1969年6月1日  | 東京 | 1600m | Hard Way            | 雌4       | JRA           | 1:35.9   | 加賀武見   | 柄崎義信   | 鈴木健司                   |
| 第20回 | 1970年5月31日 | 東京 | 1600m | Mejiro Asama        | 雄4       | JRA           | 1:35.9   | 矢野一博   | 保田隆芳   | 北野豊吉                   |
| 第21回 | 1971年6月20日 | 東京 | 1600m | Harbor Game         | 雌4       | JRA           | 1:36.8   | 野平祐二   | 野平省三   | 小川乕三                   |
| 第22回 | 1972年7月23日 | 東京 | 1600m | Rafale              | 雌4       | JRA           | 1:38.4   | 中島啟之   | 奥平真治   | 高木美典                   |
| 第23回 | 1973年6月10日 | 東京 | 1600m | Haku Hosho          | 雄4       | JRA           | 1:35.7   | 伊藤正德   | 尾形藤吉   | 西博                       |
| 第24回 | 1974年6月9日  | 東京 | 1600m | Kyoei Green         | 雌5       | JRA           | 1:35.7   | 東信二     | 境勝太郎   | 松岡正雄                   |
| 第25回 | 1975年6月8日  | 東京 | 1600m | Sakura Iwai         | 雌4       | JRA           | 1:36.6   | 小島太     | 高木良三   | Sakura Commerce Co Ltd     |
| 第26回 | 1976年6月13日 | 東京 | 1600m | Nishiki Ace         | 雄5       | JRA           | 1:36.6   | 森安重勝   | 森安弘昭   | 小林清                     |
| 第27回 | 1977年6月12日 | 東京 | 1600m | Squash Tholon       | 雌4       | JRA           | 1:35.1   | 横田吉光   | 古賀嘉蔵   | 飯田正                     |
| 第28回 | 1978年6月11日 | 東京 | 1600m | Nippo King          | 雄5       | JRA           | 1:35.1   | 鄉原洋行   | 久保田金造 | 山石祐一                   |
| 第29回 | 1979年6月10日 | 東京 | 1600m | Royal Shinzan       | 雄4       | JRA           | 1:35.7   | 的場均     | 大久保房松 | 藤田浩                     |
| 第30回 | 1980年6月8日  | 東京 | 1600m | Blue Hallez         | 雄5       | JRA           | 1:36.0   | 嶋田功     | 見上恒芳   | 佐野済                     |
| 第31回 | 1981年6月7日  | 東京 | 1600m | Takeden             | 雄6       | JRA           | 1:36.7   | 增澤末夫   | 元石孝昭   | 武市伝一                   |
| 第32回 | 1982年6月13日 | 東京 | 1600m | Sweet Native        | 雌5       | JRA           | 1:35.0   | 岡部幸雄   | 野平祐二   | 和田共弘                   |
| 第33回 | 1983年6月12日 | 東京 | 1600m | Kiyo Hidaka         | 雄5       | JRA           | 1:35.8   | 増澤末夫   | 森安弘昭   | 清峯隆                     |
| 第34回 | 1984年5月13日 | 東京 | 1600m | Happy Progress      | 雄6       | JRA           | 1:37.8   | 田原成貴   | 山本正司   | 藤田晉                     |
| 第35回 | 1985年5月12日 | 東京 | 1600m | Nihon Pillow Winner | 雄5       | JRA           | 1:35.1   | 河內洋     | 服部正利   | 小林百太郎                 |
| 第36回 | 1986年5月11日 | 東京 | 1600m | Gallop Dyna         | 雄6       | JRA           | 1:35.5   | 柴崎勇     | 矢野進     | Shadai Race Horse Ltd      |
| 第37回 | 1987年5月17日 | 東京 | 1600m | Fresh Voice         | 雄4       | JRA           | 1:35.7   | 柴田政人   | 境直行     | 円城和男                   |
| 第38回 | 1988年5月15日 | 東京 | 1600m | Nippo Teio          | 雄5       | JRA           | 1:34.2   | 鄉原洋行   | 久保田金造 | 山石祐一                   |
| 第39回 | 1989年5月14日 | 東京 | 1600m | 青竹回憶            | 雄4       | JRA           | 1:34.3   | 岡部幸雄   | 武邦彦     | 竹田辰一                   |
| 第40回 | 1990年5月13日 | 東京 | 1600m | 小栗帽              | 雄5       | JRA           | 1:32.4   | 武豐       | 瀬戶口勉   | 近藤俊典                   |
| 第41回 | 1991年5月12日 | 東京 | 1600m | 第一紅寶            | 雌4       | JRA           | 1:33.8   | 河内洋     | 伊藤雄二   | 辻本春雄                   |
| 第42回 | 1992年5月17日 | 東京 | 1600m | 也文攝輝            | 雄4       | JRA           | 1:33.8   | 田中勝春   | 栗田博憲   | 土井宏二                   |
| 第43回 | 1993年5月16日 | 東京 | 1600m | 也文攝輝            | 雄5       | 日本 (JRA)    | 1:33.5   | 柴田善臣   | 栗田博憲   | 土井宏二                   |
| 第44回 | 1994年5月15日 | 東京 | 1600m | 北方飛翔            | 雌4       | 日本 (JRA)    | 1:33.2   | 角田晃一   | 加藤敬二   | 大北牧場                   |
| 第45回 | 1995年5月14日 | 東京 | 1600m | 心湖                | 雄4       | 阿联酋        | 1:33.2   | 武豊       | 蘇萊       | 高多芬                     |
| 第46回 | 1996年6月9日  | 東京 | 1600m | 步步雷霆            | 雄7       | 日本 (JRA)    | 1:33.1   | 橫山典弘   | 相川勝敏   | 藤本照男                   |
| 第47回 | 1997年6月8日  | 東京 | 1600m | 大樹狂風            | 雄6       | 日本 (JRA)    | 1:33.8   | 岡部幸雄   | 藤澤和雄   | Taiki Farm Co Ltd          |
| 第48回 | 1998年6月14日 | 東京 | 1600m | 大樹快車            | 雄4       | 日本 (JRA)    | 1:37.5   | 岡部幸雄   | 藤澤和雄   | Taiki Farm Co Ltd          |
| 第49回 | 1999年6月13日 | 東京 | 1600m | 空中聖戰            | 雄4       | 日本 (JRA)    | 1:33.3   | 蛯名正義   | 伊藤正德   | Lucky Field Co Ltd         |
| 第50回 | 2000年6月4日  | 東京 | 1600m | 靚蝦王              | 閹5       | 香港          | 1:33.9   | 霍達       | 愛倫       | 劉錫康先生及夫人           |
| 第51回 | 2001年6月3日  | 東京 | 1600m | 黑鷹                | 雄7       | 日本 (JRA)    | 1:33.0   | 横山典弘   | 國枝榮     | 金子真人                   |
| 第52回 | 2002年6月2日  | 東京 | 1600m | 喜高善              | 雄6       | 日本 (JRA)    | 1:33.3   | 後藤浩輝   | 橋田滿     | 近藤利一                   |
| 第53回 | 2003年6月8日  | 東京 | 1600m | 愛麗數碼            | 雄6       | 日本 (JRA)    | 1:32.1   | 四位洋文   | 白井壽昭   | 渡邊孝男                   |
| 第54回 | 2004年6月6日  | 東京 | 1600m | 鶴丸小子            | 雄6       | 日本 (JRA)    | 1:32.6   | 安藤勝己   | 橋口弘次郎 | 鶴田任男                   |
| 第55回 | 2005年6月5日  | 東京 | 1600m | 淺草田園            | 雄6       | 日本 (JRA)    | 1:32.3   | 藤田伸二   | 河野通文   | 田原源一郎                 |
| 第56回 | 2006年6月4日  | 東京 | 1600m | 牛精福星            | 閹7       | 香港          | 1:32.6   | 柏寶       | 告東尼     | 王永強                     |
| 第57回 | 2007年6月3日  | 東京 | 1600m | 大和主將            | 雄6       | 日本 (JRA)    | 1:32.3   | 安藤勝己   | 上原博之   | 大城敬三                   |
| 第58回 | 2008年6月8日  | 東京 | 1600m | 伏特加              | 雌4       | 日本 (JRA)    | 1:32.7   | 岩田康誠   | 角居勝彥   | 谷水雄三                   |
| 第59回 | 2009年6月7日  | 東京 | 1600m | 伏特加              | 雌5       | 日本 (JRA)    | 1:33.5   | 武豊       | 角居勝彦   | 谷水雄三                   |
| 第60回 | 2010年6月6日  | 東京 | 1600m | 昭和革新            | 雄6       | 日本 (JRA)    | 1:31.7   | 後藤浩輝   | 杉浦宏昭   | 山岸桂市                   |
| 第61回 | 2011年6月5日  | 東京 | 1600m | 實際影響            | 雄3       | 日本 (JRA)    | 1:32.0   | 戶崎圭太   | 堀宣行     | Carrot Farm Co Ltd         |
| 第62回 | 2012年6月3日  | 東京 | 1600m | 強勁回報            | 雄6       | 日本 (JRA)    | 1:31.3   | 福永祐一   | 堀宣行     | 吉田照哉                   |
| 第63回 | 2013年6月2日  | 東京 | 1600m | 龍王                | 雄5       | 日本 (JRA)    | 1:31.5   | 岩田康誠   | 安田隆行   | Lord Horse Club            |
| 第64回 | 2014年6月8日  | 東京 | 1600m | 一路通              | 雄5       | 日本 (JRA)    | 1:36.8   | 柴田善臣   | 須貝尚介   | 大和屋曉                   |
| 第65回 | 2015年6月7日  | 東京 | 1600m | 滿樂時              | 雄4       | 日本 (JRA)    | 1:32.0   | 川田將雅   | 堀宣行     | 吉田和美                   |
| 第66回 | 2016年6月5日  | 東京 | 1600m | 標誌名駒            | 雄6       | 日本 (JRA)    | 1:33.0   | 田邊裕信   | 田中剛     | 吉田照哉                   |
| 第67回 | 2017年6月4日  | 東京 | 1600m | 神燈光照            | 雄6       | 日本 (JRA)    | 1:31.5   | 川田將雅   | 池江泰壽   | Satomi Horse Co Ltd        |
| 第68回 | 2018年6月3日  | 東京 | 1600m | 魔族雅谷            | 雄4       | 日本 (JRA)    | 1:31.3   | 李慕華     | 矢作芳人   | Capital System Co Ltd      |
| 第69回 | 2019年6月2日  | 東京 | 1600m | 冠軍車手            | 雄4       | 日本 (JRA)    | 1:30.9   | 福永祐一   | 音無秀孝   | Silk Racing Co Ltd         |
| 第70回 | 2020年6月7日  | 東京 | 1600m | 放聲歡呼            | 雌4       | 日本 (JRA)    | 1:31.6   | 池添謙一   | 藤澤和雄   | Sunday Racing Co Ltd       |
| 第71回 | 2021年6月6日  | 東京 | 1600m | 野田賢君            | 雄5       | 日本 (JRA)    | 1:31.7   | 川田將雅   | 萩原清     | Danox Co Ltd               |
| 第72回 | 2022年6月5日  | 東京 | 1600m | 前人足跡            | 雌4       | 日本 (JRA)    | 1:32.3   | 池添謙一   | 林徹       | Sunday Racing Co Ltd       |
| 第73回 | 2023年6月4日  | 東京 | 1600m | 前人足跡            | 雌5       | 日本 (JRA)    | 1:31.4   | 戶崎圭太   | 林徹       | Sunday Racing Co Ltd       |
| 第74回 | 2024年6月2日  | 東京 | 1600m | 浪漫勇士            | 閹6       | 香港          | 1:32.3   | 麥道朗     | 沈集成     | 劉栢輝                     |
| 第75回 | 2025年6月8日  | 東京 | 1600m | 遠觀天象            | 雄4       | 日本 (JRA)    | 1:32.7   | 川田將雅   | 高野友和   | Shadai Race Horse Co. Ltd. |

## 來自戰線
以下列表列出獲得自引入分級制以來，歷屆冠軍上次出賽賽事及上次勝出賽事：
| 詳細戰線列表 |                     |                |          |        |                  |          |
| 年份         | 馬匹                | 上次出賽賽事   | 級別     | 名次   | 上次勝出賽事     | 級別     |
| 1984         | Happy Progress      | 京王盃春季盃   | GII      | 冠軍   | 同左             | 同左     |
| 1985         | Nihon Pillow Winner | 京王盃春季盃   | GII      | 冠軍   | 同左             | 同左     |
| 1986         | Gallop Dyna         | 京王盃春季盃   | GII      | 殿軍   | 東京新聞盃       | GIII     |
| 1987         | Fresh Voice         | 阪神大賞典     | GII      | 殿軍   | 日經新春盃       | GII      |
| 1988         | Nippo Teio          | 京王盃春季盃   | GII      | 亞軍   | 一哩冠軍賽       | GI       |
| 1989         | 青竹回憶            | 絲路錦標       | OP       | 季軍   | 道頓堀錦標       | 1400萬下 |
| 1990         | 小栗帽              | 有馬紀念       | GI       | 第5名  | 每日王冠         | GII      |
| 1991         | 第一紅寶            | 京王盃春季盃   | GII      | 冠軍   | 同左             | 同左     |
| 1992         | 也文攝輝            | 京王盃春季盃   | GII      | 季軍   | 羅生門錦標       | 1500萬下 |
| 1993         | 也文攝輝            | 京王盃春季盃   | GII      | 冠軍   | 同左             | 同左     |
| 1994         | 北方飛翔            | 讀賣盃         | GII      | 冠軍   | 同左             | 同左     |
| 1995         | 心湖                | 京王盃春季盃   | GII      | 第5名  | 一般賽           | 讓賽     |
| 1996         | 步步雷霆            | 京王盃春季盃   | GII      | 季軍   | 東京新聞盃       | GIII     |
| 1997         | 大樹狂風            | 京王盃春季盃   | GII      | 冠軍   | 同左             | 同左     |
| 1998         | 大樹快車            | 京王盃春季盃   | GII      | 冠軍   | 同左             | 同左     |
| 1999         | 空中聖戰            | 京王盃春季盃   | GII      | 亞軍   | 富士錦標         | GIII     |
| 2000         | 靚蝦王              | 主席短途獎     | HKGI     | 亞軍   | 香港短途錦標     | L        |
| 2001         | 黑鷹                | 京王盃春季盃   | GII      | 季軍   | 阪急盃           | GIII     |
| 2002         | 喜高善              | 高松宮紀念     | GI       | 亞軍   | 阪急盃           | GIII     |
| 2003         | 愛麗數碼            | 杜若紀念       | 地方GIII | 殿軍   | 二月錦標         | GI       |
| 2004         | 鶴丸小子            | 產經大阪盃     | GII      | 第6名  | 金鯱賞           | GII      |
| 2005         | 淺草田園            | 京王盃春季盃   | GII      | 冠軍   | 同左             | 同左     |
| 2006         | 牛精福星            | 冠軍一哩賽     | HKGI     | 冠軍   | 同左             | 同左     |
| 2007         | 大和主將            | 杜拜免稅店盃   | GI       | 季軍   | 一哩冠軍賽       | GI       |
| 2008         | 伏特加              | 維多利亞一哩賽 | JpnI     | 亞軍   | 東京優駿         | JpnI     |
| 2009         | 伏特加              | 維多利亞一哩賽 | GI       | 冠軍   | 同左             | 同左     |
| 2010         | 昭和革新            | 五月錦標       | OP       | 冠軍   | 同左             | 同左     |
| 2011         | 實際影響            | NHK一哩賽      | GI       | 季軍   | 2歲新馬          | 新馬     |
| 2012         | 強勁回報            | 京王盃春季盃   | GII      | 殿軍   | 京王盃春季盃     | GII      |
| 2013         | 龍王                | 高松宮紀念     | GI       | 冠軍   | 同左             | 同左     |
| 2014         | 一路通              | 杜拜免稅店盃   | GI       | 冠軍   | 同左             | 同左     |
| 2015         | 滿樂時              | 打吡公爵挑戰盃 | GIII     | 冠軍   | 同左             | 同左     |
| 2016         | 標誌名駒            | 打吡公爵挑戰盃 | GIII     | 亞軍   | 皋月賞           | GI       |
| 2017         | 神燈光照            | 京王盃春季盃   | GII      | 第9名  | 天鵝錦標         | GII      |
| 2018         | 魔族雅谷            | 安土城錦標     | OP       | 亞軍   | 渡月橋錦標       | 1600萬下 |
| 2019         | 冠軍車手            | 讀賣盃         | GII      | 殿軍   | 東京新聞盃       | GIII     |
| 2020         | 放聲歡呼            | 高松宮紀念     | GI       | 亞軍   | 阪神盃           | GII      |
| 2021         | 野田賢君            | 秋季天皇賞     | GI       | 第12名 | 中山紀念         | GII      |
| 2022         | 前人足跡            | 維多利亞一哩賽 | GI       | 第5名  | 1351草地短途錦標 | GIII     |
| 2023         | 前人足跡            | 維多利亞一哩賽 | GI       | 冠軍   | 同左             | 同左     |
| 2024         | 浪漫勇士            | 女皇盃         | GI       | 冠軍   | 同左             | 同左     |
| 2025         | 遠觀天象            | 香港一哩錦標   | GI       | 第13名 | NHK一哩賽        | GI       |

## 圖輯

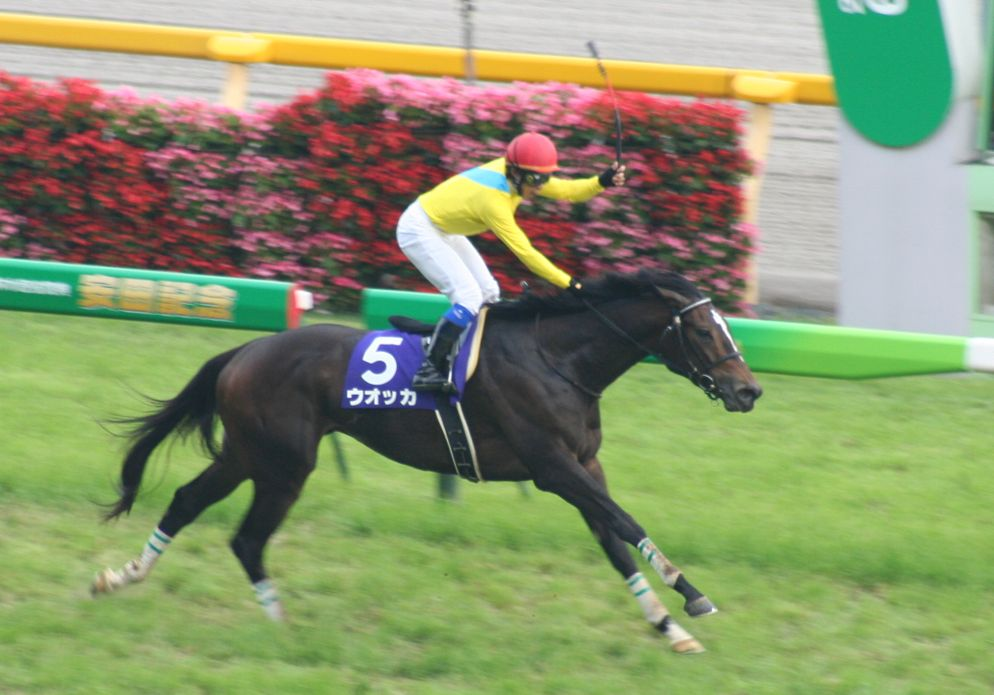
2008年冠軍「伏特加」
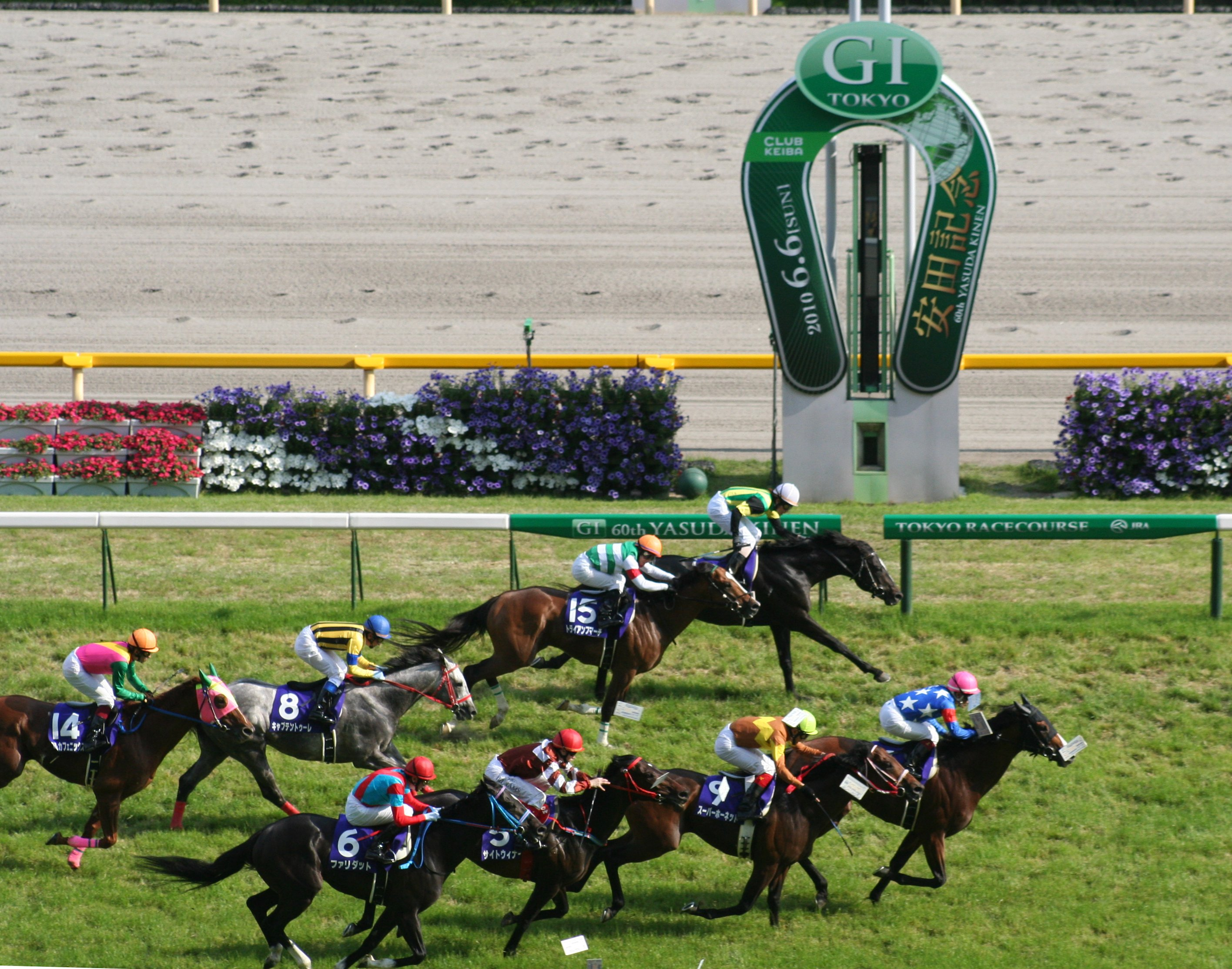
2010年冠軍「昭和革新」
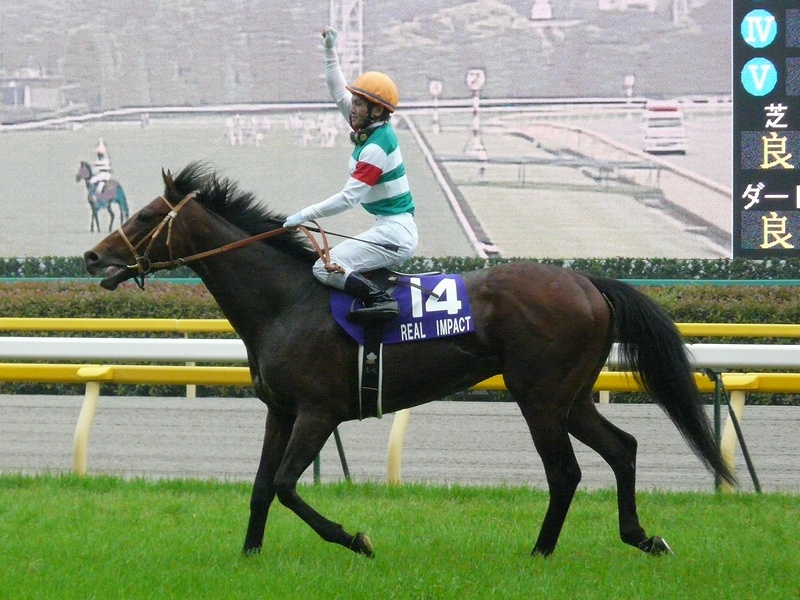
2011年冠軍「實際影響」
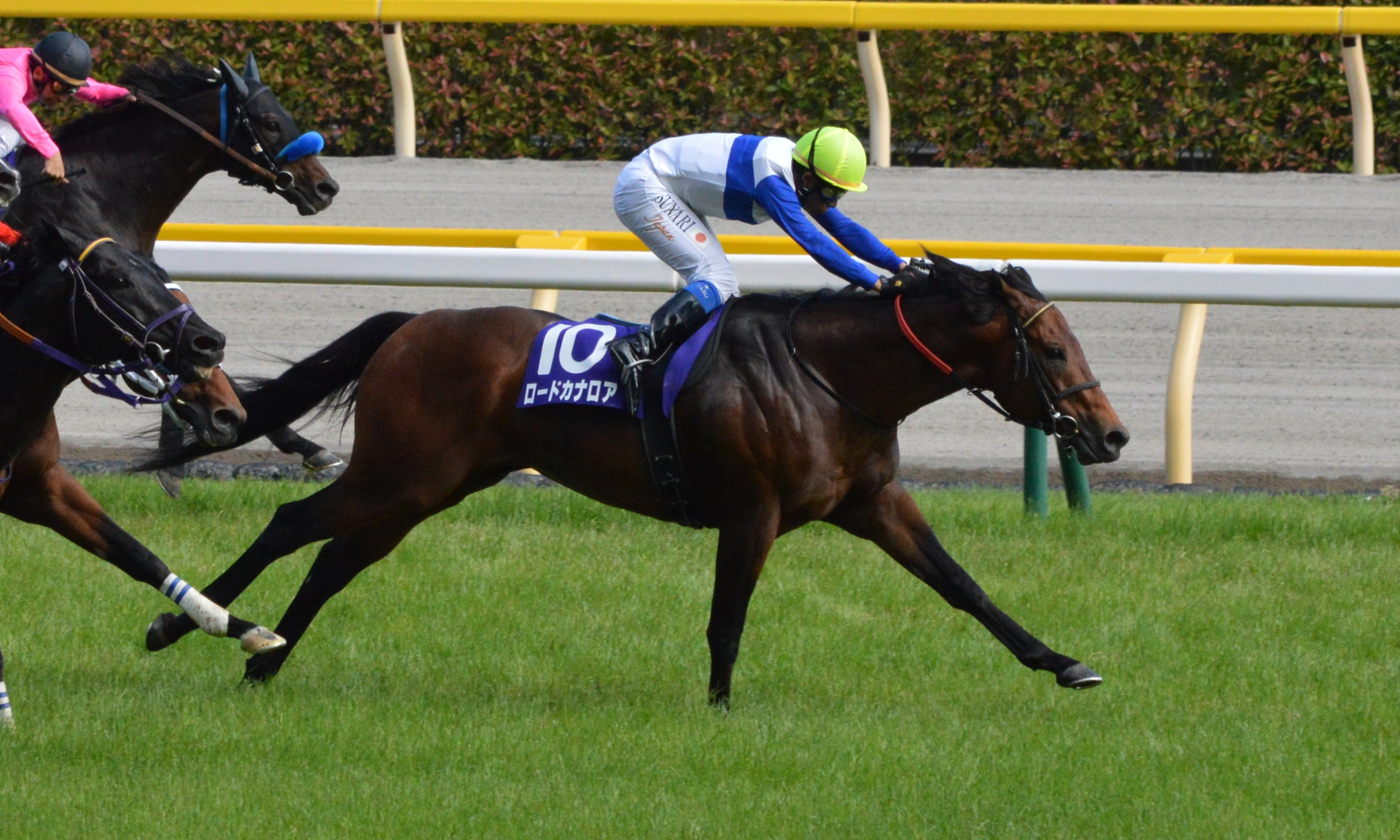
2013年冠軍「龍王」
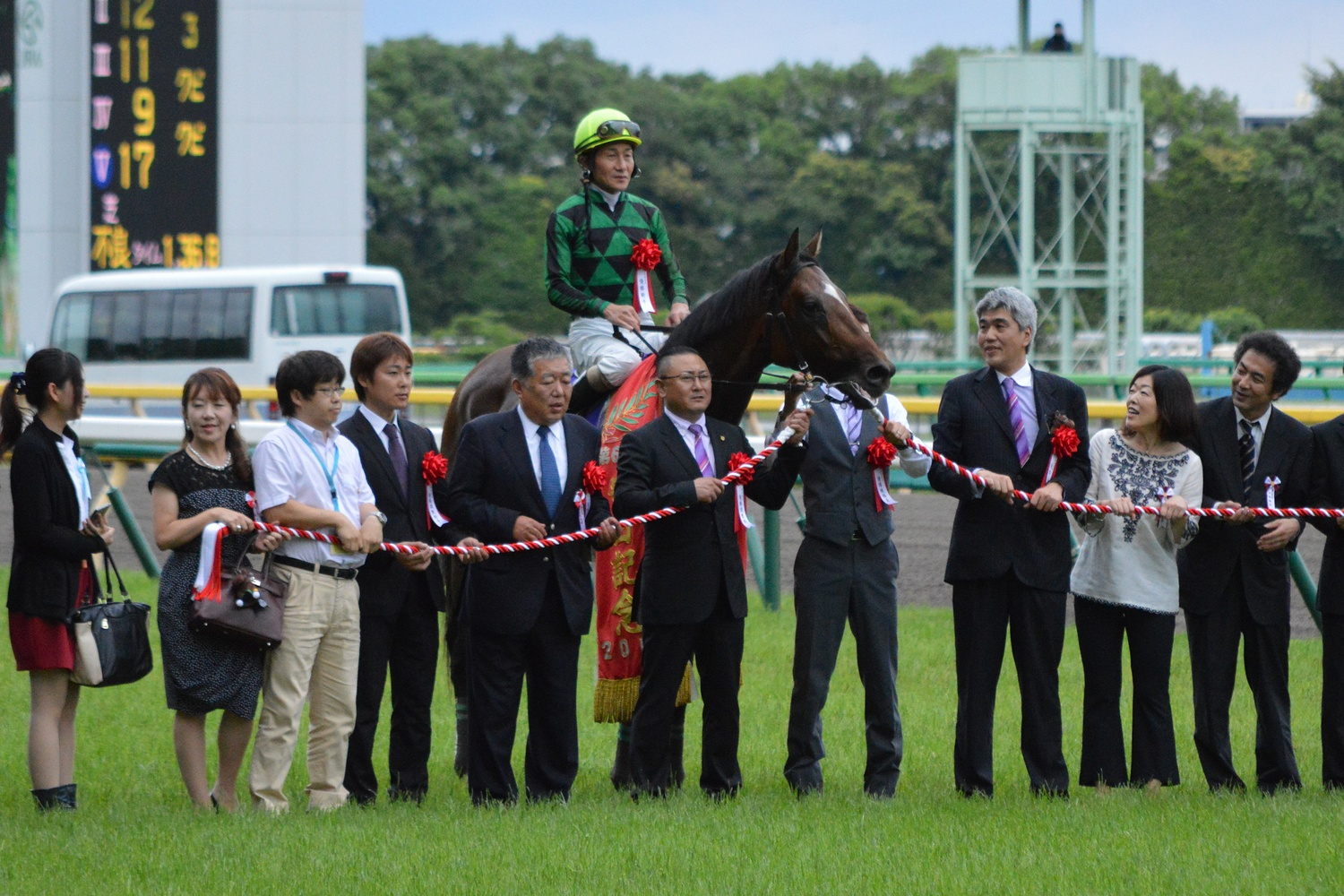
2014年冠軍「一路通」
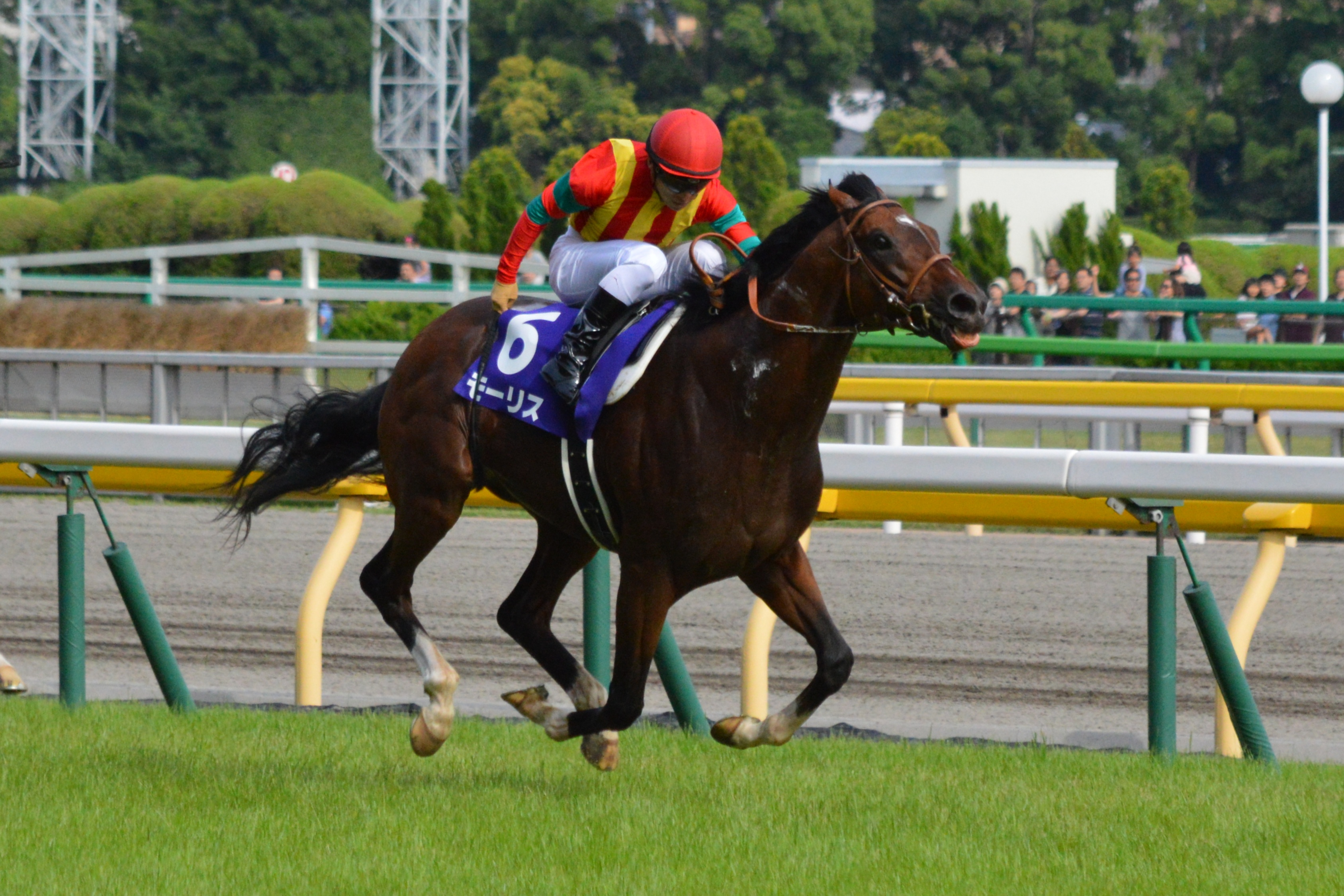
2015年冠軍「滿樂時」
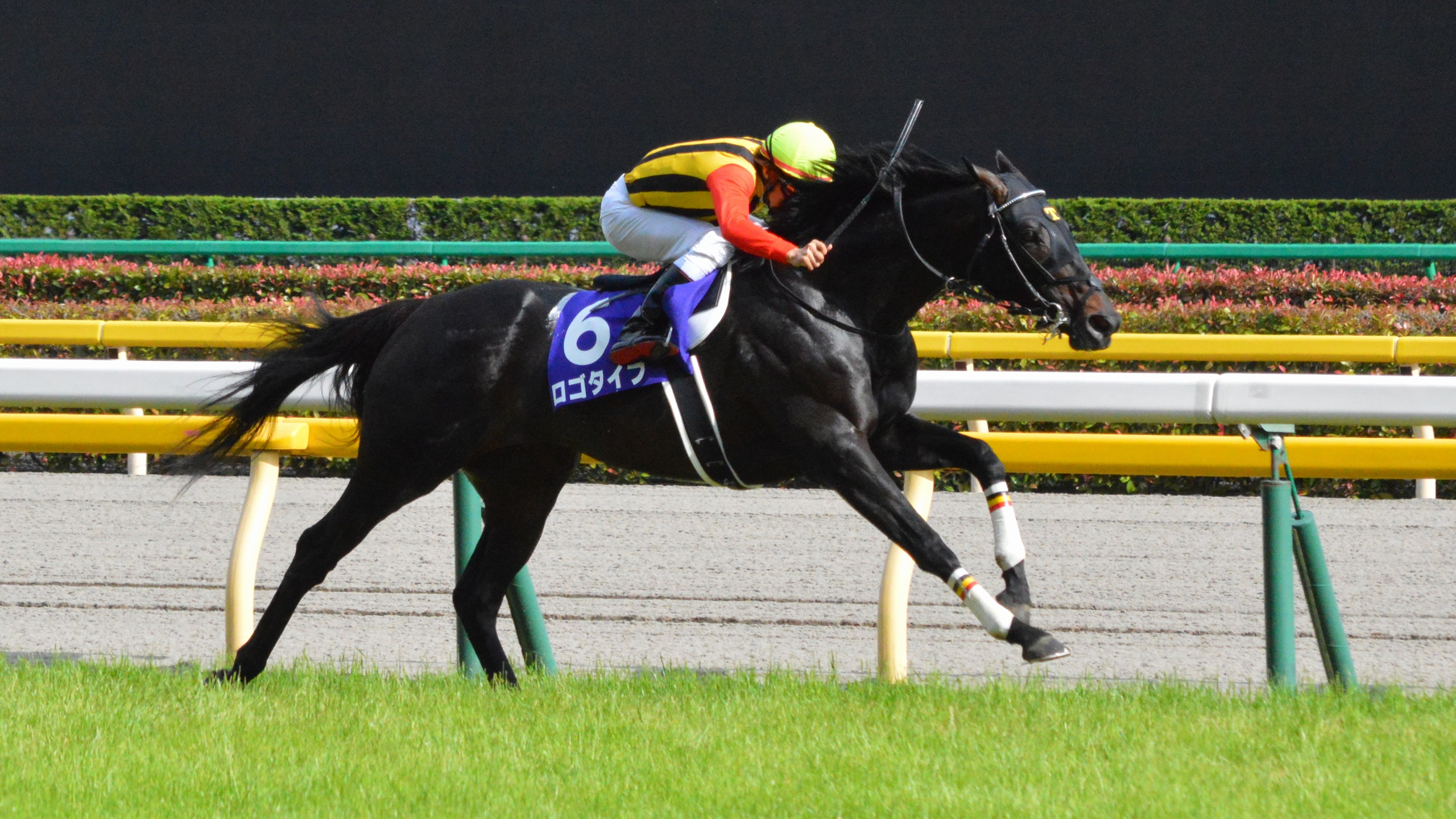
2016年冠軍「標誌名駒」
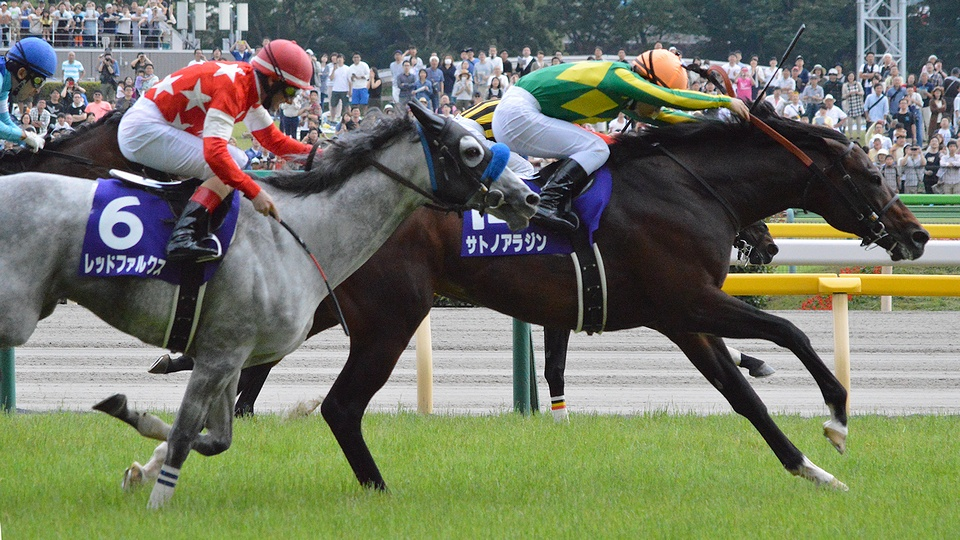
2017年冠軍「神燈光照」
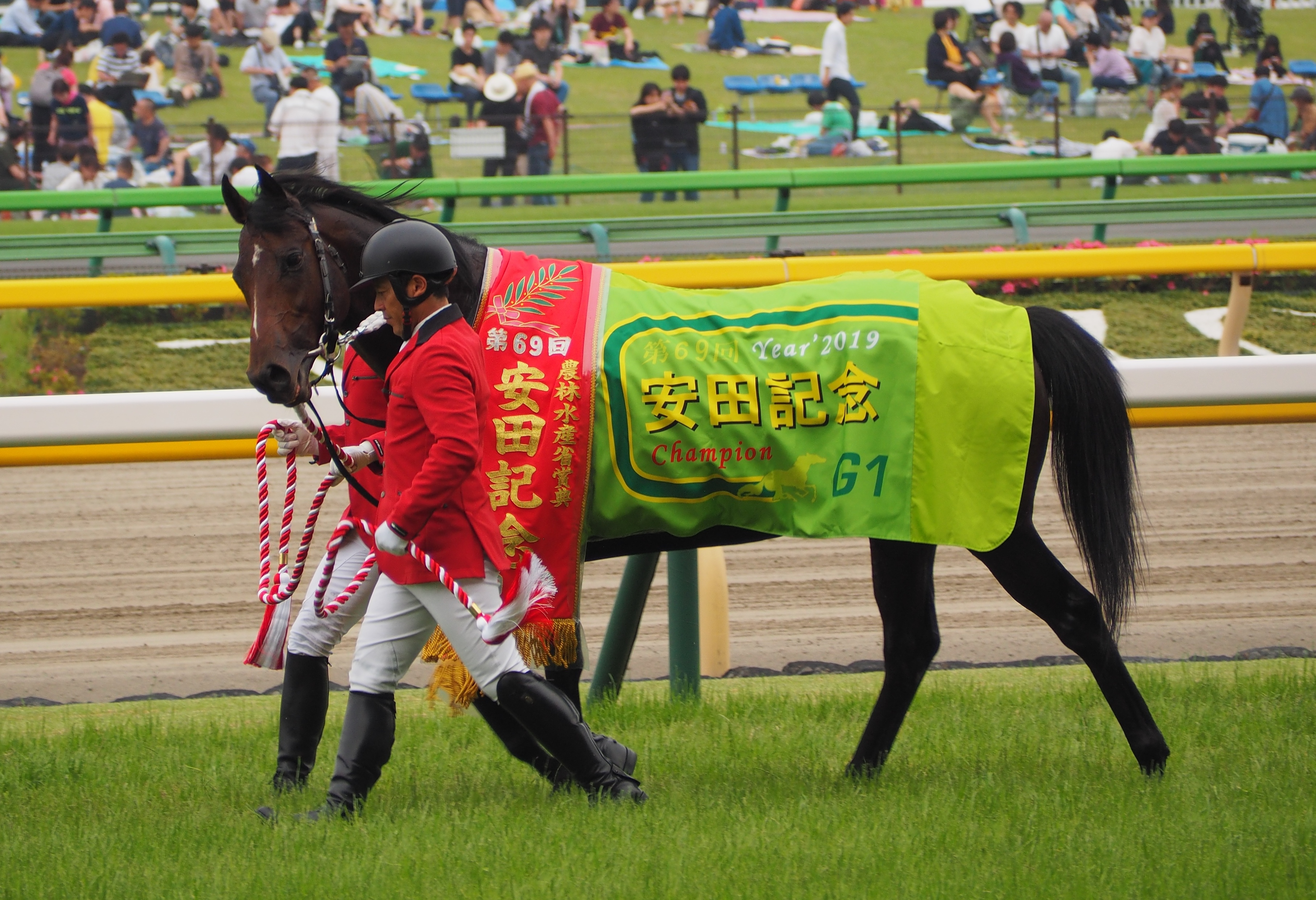
2019年冠軍「冠軍車手」
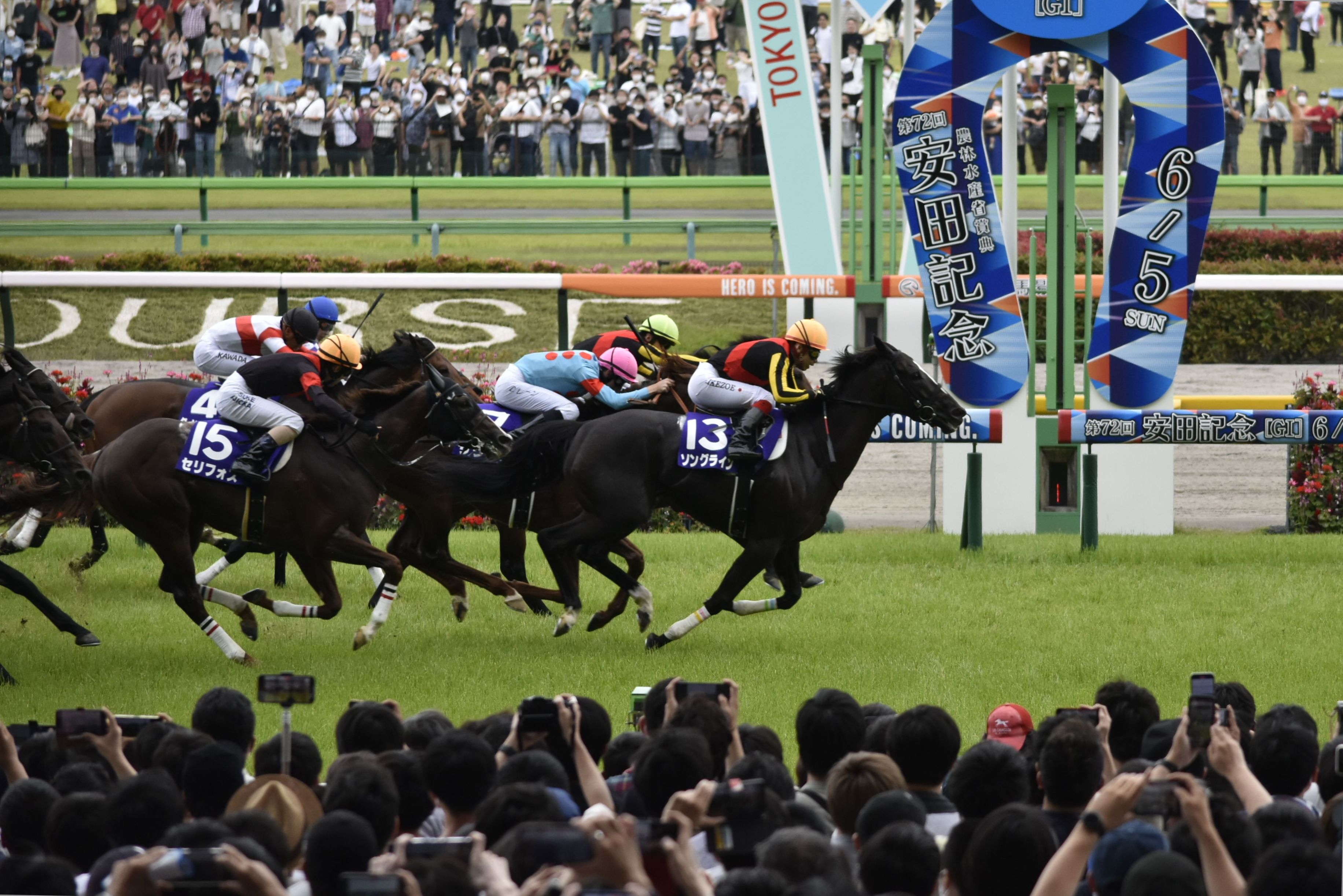
2022年冠軍「前人足跡」
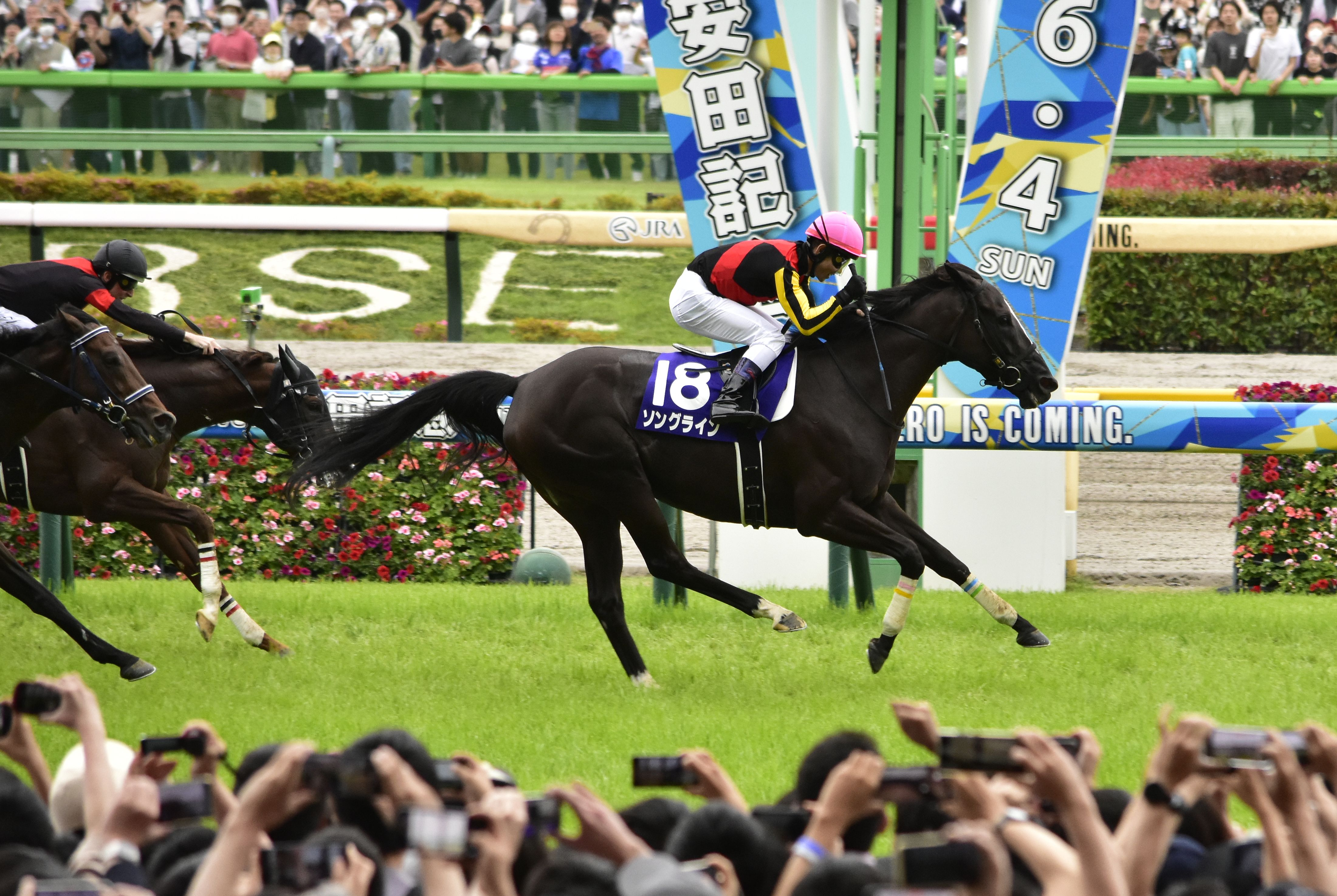
2023年冠軍「前人足跡」
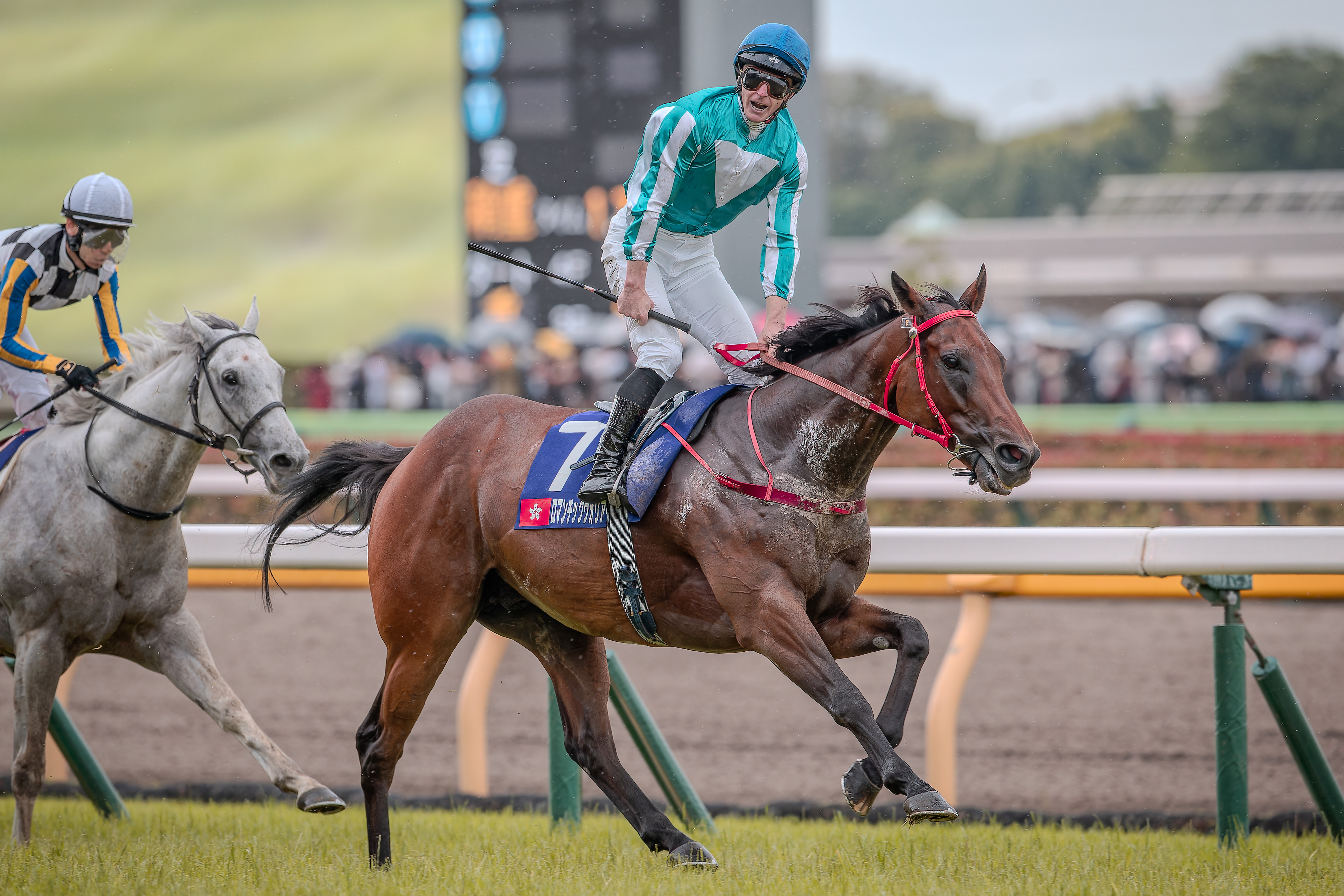
2024年冠軍「浪漫勇士」

## 香港馬匹遠征史
- 1993年，安田紀念改為國際賽事，正式開放予外國訓練馬匹參賽。1994年5月15日，「勝利拍檔」成為首匹挑戰安田紀念的香港馬匹。當屆共16匹馬匹參賽，最終「勝利拍檔」以第14名完成賽事。
- 1998年6月14日，「奔騰」挑戰安田紀念。當屆共17匹馬匹參賽，賽事於雨中進行並遇上當地最強一哩馬「大樹快車」，結果奔騰以2又1/2馬位見負，跑獲亞軍，為香港代表首次於日本交出好成績。同年8月，「大樹快車」遠征法國勝出傑克莫華大賽。
- 1999年6月13日，「奔騰」及「聖利」挑戰安田紀念。當屆共14匹馬匹參賽，最終「奔騰」及「聖利」分別以第12名及第14名完成賽事。
- 2000年6月4日，「靚蝦王」代表香港遠征日本安田紀念。當屆共18匹馬匹參賽，最終「靚蝦王」以冷門身份取勝，更成為香港賽馬史上首匹勝出海外當地本地一級賽的賽駒，為港爭光。
- 2001年6月3日，「靚蝦王」再度代表香港遠征日本安田紀念。當屆共18匹馬匹參賽，最終「靚蝦王」以第9名完成賽事。
- 2002年6月2日，「正蝦王」及「紅辣椒」挑戰安田紀念。當屆共18匹馬匹參賽，最終「正蝦王」及「紅辣椒」分別以第10名及第12名完成賽事。
- 2004年6月6日，「自家飛」挑戰安田紀念。當屆共18匹馬匹參賽，最終「自家飛」以第10名完成賽事。
- 2005年6月5日，「精英大師」、「牛精福星」及「祝福」挑戰安田紀念。當屆共18匹馬匹參賽，可惜「精英大師」因長力不足，末段乏力，以短距離之差飲恨第三；同場「牛精福星」則因未能及時望空，姍姍來遲於「精英大師」後約1個馬位得第四名。「祝福」則以第13名完成賽事。
- 2006年6月4日，「牛精福星」再挾冠軍一哩賽頭馬之名捲土重來，並與「勝利飛駒」及「星運爵士」一同挑戰安田紀念。當屆共18匹馬匹參賽，最終「牛精福星」勇奪安田紀念冠軍，連奪亞洲一哩挑戰賽最後兩站冠軍，成為亞洲賽馬聯盟一哩馬王。同場「勝利飛駒」得季軍，「星運爵士」則得第15名。
- 2007年6月3日，「好爸爸」、「勝利飛駒」、「步步穩」及「星運爵士」挑戰安田紀念。當屆共18匹馬匹參賽，最終四駒分別以第7名、第9名、第12名及第15名完成賽事。
- 2008年6月8日，「好利威」、「牛精福星」及「好爸爸」挑戰安田紀念。當屆共18匹馬匹參賽，可惜「好利威」不敵2007年日本打吡冠軍「伏特加」，奪得亞軍。同場「牛精福星」及「好爸爸」則分別以第14名及第17名完成賽事。
- 2009年6月7日，「勝眼光」及「好利威」挑戰安田紀念。當屆共18匹馬匹參賽，最終「勝眼光」及「好利威」分別以第6名及第8名完成賽事。
- 2010年6月6日，「勝眼光」、「友誼至上」及「締造美麗」挑戰安田紀念。當屆共18匹馬匹參賽，最終三駒分別以第5名、第9名及第11名完成賽事。
- 2011年6月5日，「締造美麗」及「自由好」挑戰安田紀念。當屆共18匹馬匹參賽，最終「締造美麗」及「自由好」分別以第9名及第11名完成賽事。
- 2012年6月3日，「天久」及「精彩日子」挑戰安田紀念。當屆共18匹馬匹參賽，最終「天久」及「精彩日子」分別以第11名及第14名完成賽事。
- 2013年6月2日，「精彩日子」及「喜蓮標緻」挑戰安田紀念。當屆共18匹馬匹參賽，最終「精彩日子」及「喜蓮標緻」分別以第11名及第16名完成賽事。
- 2014年6月8日，「精彩日子」挑戰安田紀念。當屆共17匹馬匹參賽，最終「精彩日子」以第6名完成賽事。
- 2016年6月5日，「詠彩繽紛」挑戰安田紀念。當屆共12匹馬匹參賽，最終「詠彩繽紛」以第12名完成賽事。
- 2017年6月4日，「美麗大師」及「詠彩繽紛」挑戰安田紀念。當屆共18匹馬匹參賽，最終「美麗大師」及「詠彩繽紛」以第6名及第10名完成賽事。
- 2018年6月3日，「西方快車」挑戰安田紀念。當屆共16匹馬匹參賽，最終「西方快車」以第10名完成賽事。
- 2024年6月2日，「浪漫勇士」及「遨遊氣泡」挑戰安田紀念。當屆共18匹馬匹參賽，最終「浪漫勇士」贏出安田紀念賽，「匯兩川」跑獲亞軍，「神志勇進」跑獲季軍。「浪漫勇士」成為歷來第三匹勝出安田紀念的香港馬匹，成為繼「友瑩格」後第二匹香港賽駒在單季內於三地勝出國際一級賽，亦成為首匹香港賽駒單季取得國際一級賽5連勝，至於「遨遊氣泡」則以第17名完成賽事。[4]

## 外部連結
- 日本中央競馬會過去G1成績 （页面存档备份，存于）
- Horse Racing in Japan （页面存档备份，存于）